# Skrzypiówka
Skrzypiówka – część miasta Ozorkowa w województwie łódzkim, w powiecie zgierskim, do końca 1947 samodzielna miejscowość. Leży na południowym wschodzie miasta, w okolicy ulicy Wiejskiej, między ulicami Krótką a Graniczną.

## Historia
Dawniej samodzielna miejscowość (osada). Od 1867 w gminie Strzeblew w powiecie łęczyckim, w 1868 przemianowanej na Piaskowice. W okresie międzywojennym należała do w woj. łódzkim. W 1921 roku liczba mieszkańców wynosiła 16. 1 września 1933 utworzono gromadę Konstancja w granicach gminy Piaskowice, składającą się ze wsi Konstancja, kolonii Adamówka i osady Skrzypiówka. Podczas II wojny światowej włączona do III Rzeszy.
Po wojnie gromada Konstancja powróciła do powiatu łęczyckiego w woj. łódzkim jako jedna z gromad gminy Piaskowice. 
1 stycznia 1948 Skrzypiówkę, jako składową gromady Konstancja, włączono do Ozorkowa.